# Edwin C. Burleigh
Edwin Chick Burleigh (27 novembre 1843 - 16 juin 1916) est un homme politique américain de l’État du Maine.

## Biographie

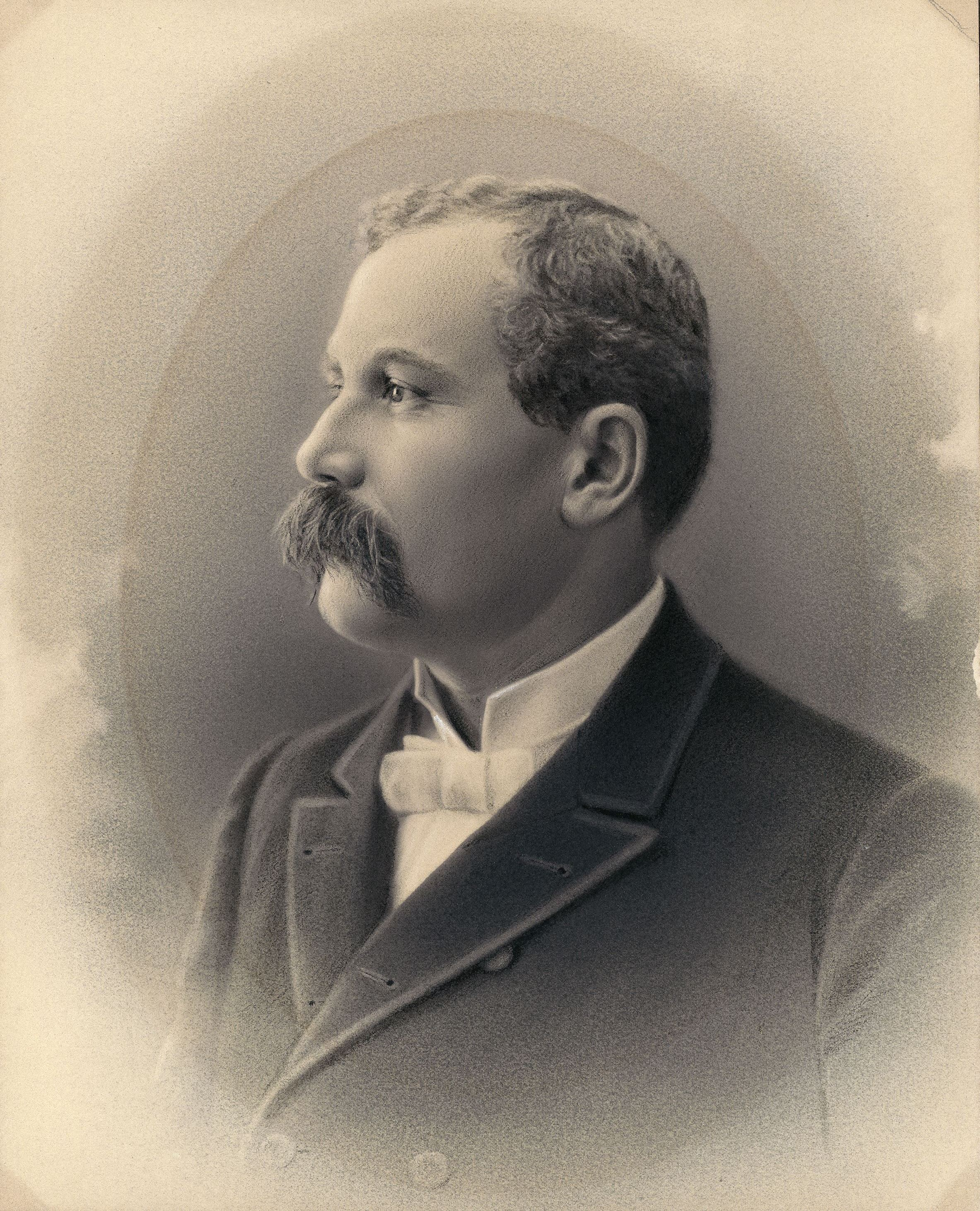

Edwin Chick Burleigh est né le 27 novembre 1843 à Linneus, dans le Maine. Il s’installe à Augusta où il occupe différentes fonctions au service de l'État avant d'en devenir le trésorier en 1884 pendant quatre ans. Simultanément, il est également le principal propriétaire du Kennebec Journal.
En 1889, il est élu le 42e gouverneur du Maine, un poste qu’il occupe pendant trois ans. Il est élu à la Chambre des représentants des États-Unis en 1897 pour combler la vacance causée par la mort de Seth L. Milliken, poste qu'il occupe pendant 14 ans jusqu'à son échec pour sa réélection en 1910. Il se consacre alors à ses propres affaires pendant trois ans jusqu’à ce qu’il soit élu au Sénat des États-Unis en 1912.
Il sert jusqu’à sa mort trois ans plus tard, le 16 juin 1916 à Augusta.

## Source
- (en) Cet article est partiellement ou en totalité issu de l’article de Wikipédia en anglais intitulé « Edwin C. Burleigh » (voir la liste des auteurs).